# Painel
Painel is een gemeente in de Braziliaanse deelstaat Santa Catarina. De gemeente telt 2.357 inwoners (schatting 2009).